# Gare de Crépieux-la-Pape
La gare de Crépieux-la-Pape est une gare ferroviaire française de la ligne de Lyon-Perrache à Genève (frontière), située au bord du Rhône sur le territoire de la commune de Rillieux-la-Pape, dans la métropole de Lyon en région Auvergne-Rhône-Alpes.
Elle est mise en service en 1893 par la Compagnie des chemins de fer de Paris à Lyon et à la Méditerranée (PLM). C'est une halte ferroviaire de la Société nationale des chemins de fer français (SNCF), desservie par des trains TER Auvergne-Rhône-Alpes.

## Situation ferroviaire

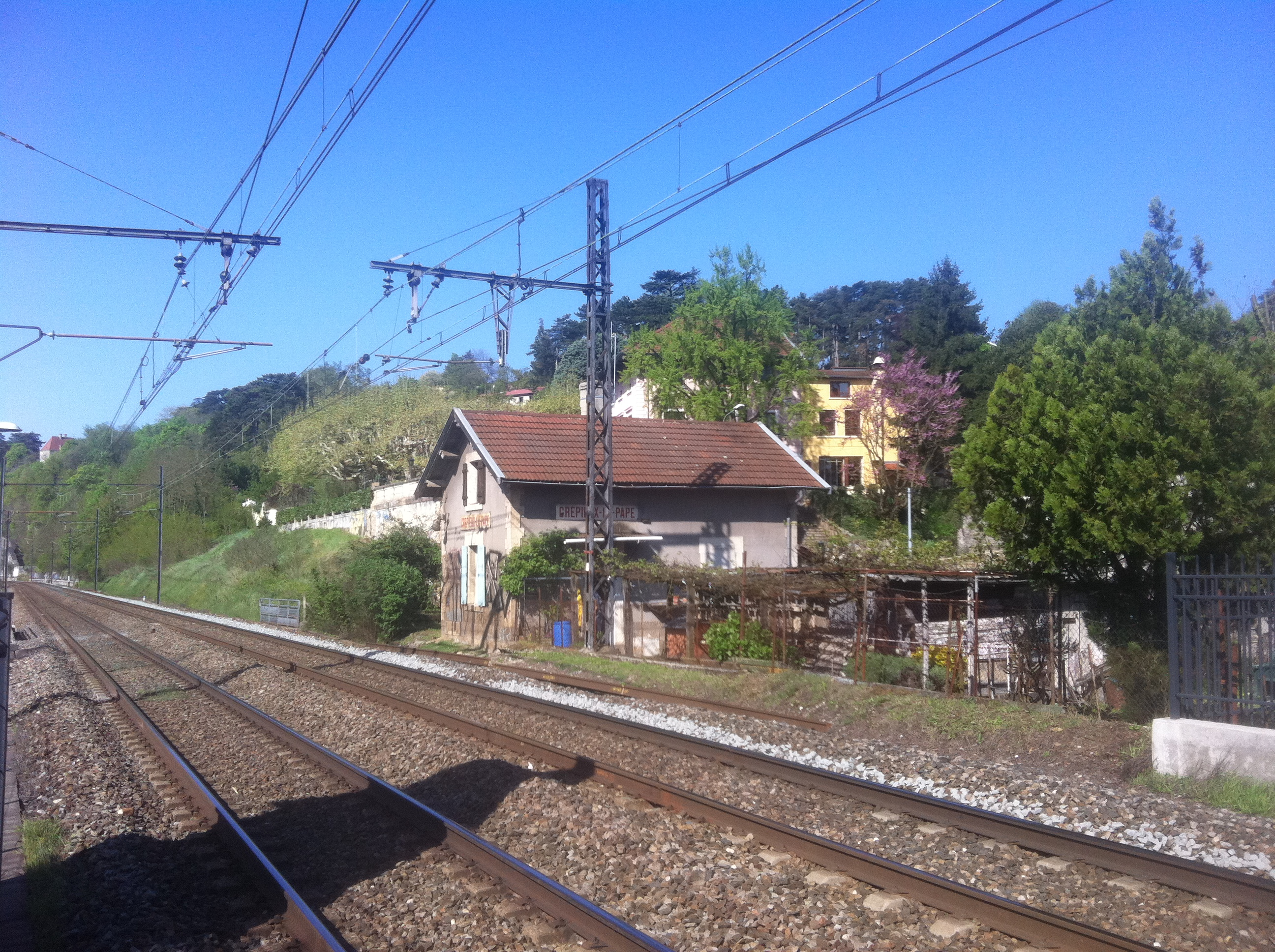
En direction de Lyon, les voies et l'ancien bâtiment de la halte du PLM.

Établie à 172 m d'altitude, la gare de Crépieux-la-Pape est située au point kilométrique (PK) 11,268 de la ligne de Lyon-Perrache à Genève (frontière), entre les gares de Lyon-Part-Dieu et de Miribel, s'intercale la halte fermée de Neyron.

## Histoire
Les travaux de la ligne de Lyon à Genève avec embranchement à Ambérieu débutent en 1855. L'article premier du cahier des charges de la concession faisant partie de la loi promulguée le 10 juin 1853, ne prévoit pas de station sur la commune de Rillieux. Le premier arrêt indiqué, après le départ de Lyon, est celui de Montluel, entre les deux, la voie doit suivre le Rhône. La section de ligne, entre Lyon et Ambérieu, ouverte le 23 juin 1856 débute sur la rive droite à la gare de Lyon-Saint-Clair, car le pont sur le Rhône n'est pas terminé, la ligne longe le fleuve jusqu'à la gare de Miribel.
Le 8 avril 1891 le conseil général du département de l'Ain émet un vœu pour l'établissement d'un arrêt voyageurs « près du passage à niveau dit du bac à traille des îles de la Pape », demande transmise au ministre des travaux publics le 2 mai et le 10 mai, le conseil municipal de Rillieux propose de fournir le nécessaire et une subvention de 5 000 francs. Le 24 septembre le préfet transmet au ministre une demande libellé « vœu que la Compagnie P-L-M veuille bien établir une halte pour train légers à Rillieux-la Pape, au kilomètre 11 + 268 sur la ligne de Lyon à Genève ». La somme proposée est obtenue par une souscription et le terrain donné est situé chemin des îles, près des hameaux de Crépieux et de la Pape, face à une petite île. La réponse du ministre se fait attendre, elle arrive par le biais d'une décision positive prise le 16 mai 1893 à la suite de la présentation d'un projet par la Compagnie PLM.
La halte de Rillieux-la-Pape est mise en service le 10 octobre 1893 au chemin des îles à la Pape. Elle est donc proche d'un bac à traille, installé en 1790 par le seigneur de la Pape et propriété de la commune de Rillieux depuis 1853. L'île étant un but de promenade des Lyonnais qui y trouvent des plages pour se baigner et des établissements permettant de se restaurer.

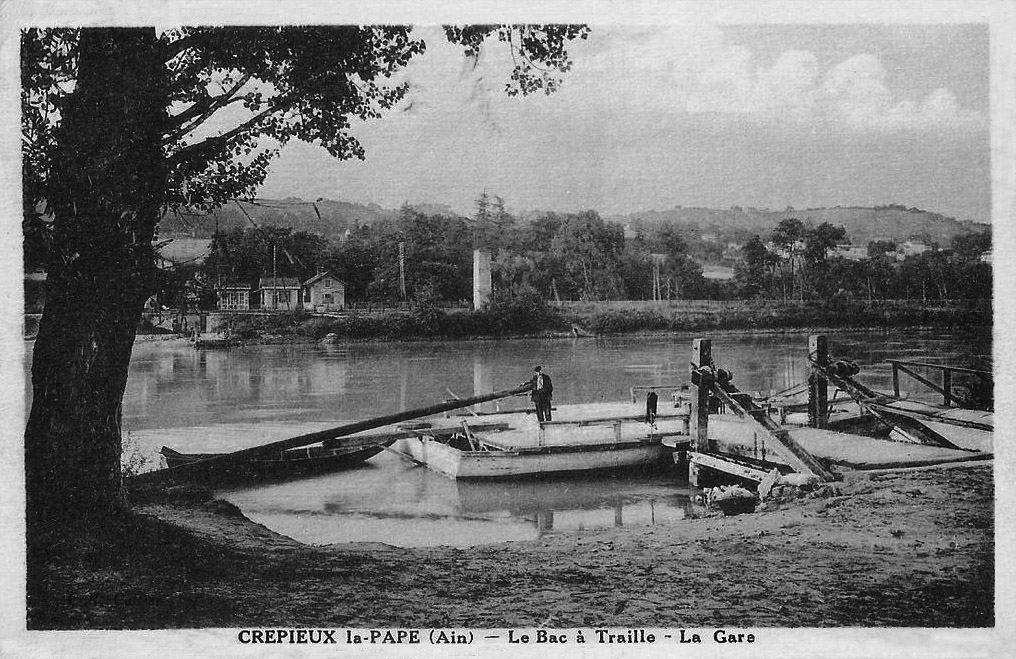
Au début des années 1900, la gare et le bac à traille, vus de l'autre rive du canal de Miribel (disjonction du Rhône).

En 1911, Rillieux-la-Pape est une halte du PLM. Elle est « ouverte seulement au service des voyageurs, des bagages et des chiens avec billets, transportés exclusivement par trains légers ». Elle est située dans le département de l'Ain, sur la 4e section de Lyon à Ambérieu,entre la gare de Lyon-Saint-Clair et la halte de Neyron.
Au fil du temps, le site de la halte du PLM va changer plusieurs fois de territoire administratif communal et départemental. Les petits hameaux de Crépieux et de la Pape se développent suffisamment pour demander une autonomie qu'ils obtiennent le 12 avril 1927, année où ils se séparent de Rillieux pour devenir une commune indépendante du nom de Crépieux-la-Pape.
En 1965, l'île devient un site à l'environnement protégé et interdit au public, ce qui provoque l'arrêt du bac mais pas celui de la halte située maintenant en zone urbaine.
Le 1er janvier 1968 les communes de Crépieux-la-Pape et de Rillieux changent de département, elles sont détachées de l'Ain pour intégrer le Rhône. L'urbanisation se poursuit et la zone urbaine des deux communes se rejoint au point d'avoir une ZUP à cheval sur les deux territoires. Des difficultés financières et de gestion, poussent les communes de Crépieux-la-Pape et celle de Rillieux à une fusion qui intervient le 15 décembre 1972, acte de naissance d'une nouvelle commune dénommé Rillieux-la-Pape.

## Fréquentation
Selon les estimations de la SNCF, la fréquentation annuelle de la gare s'élève aux nombres indiqués dans le tableau ci-dessous.
| Année     | 2015  | 2016  | 2017  | 2018  | 2019  | 2020  | 2021   | 2022   | 2023   | 2024   |
| --------- | ----- | ----- | ----- | ----- | ----- | ----- | ------ | ------ | ------ | ------ |
| Voyageurs | 7 511 | 6 194 | 7 130 | 6 463 | 9 378 | 5 478 | 18 486 | 33 242 | 38 747 | 47 798 |

## Service des voyageurs

### Accueil
Halte SNCF, c'est un « point d'arrêt » en accès libre, sans personnel. Elle dispose d'un souterrain pour le passage d'un quai à l'autre.

Installations
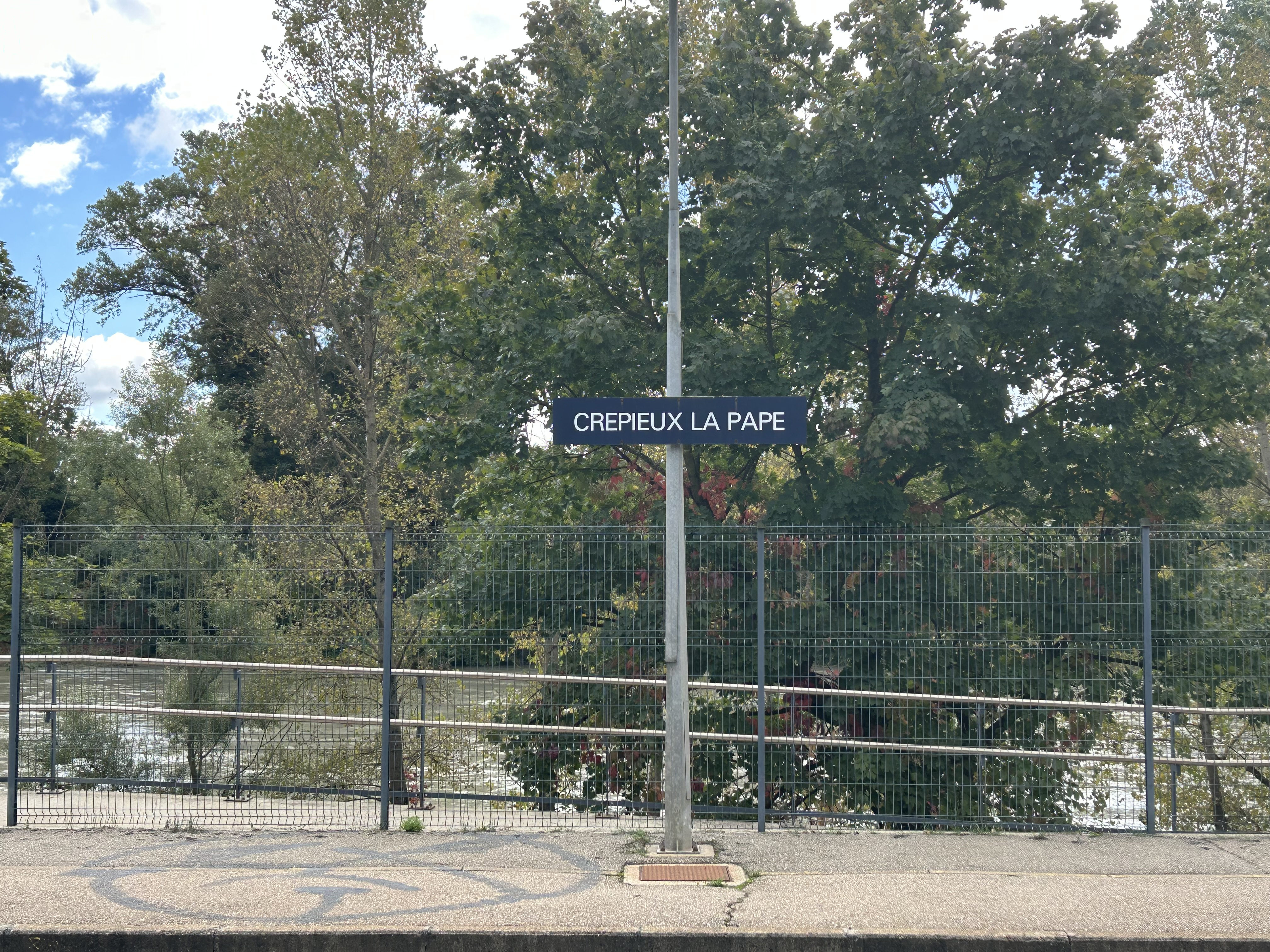
Panneau à quai.
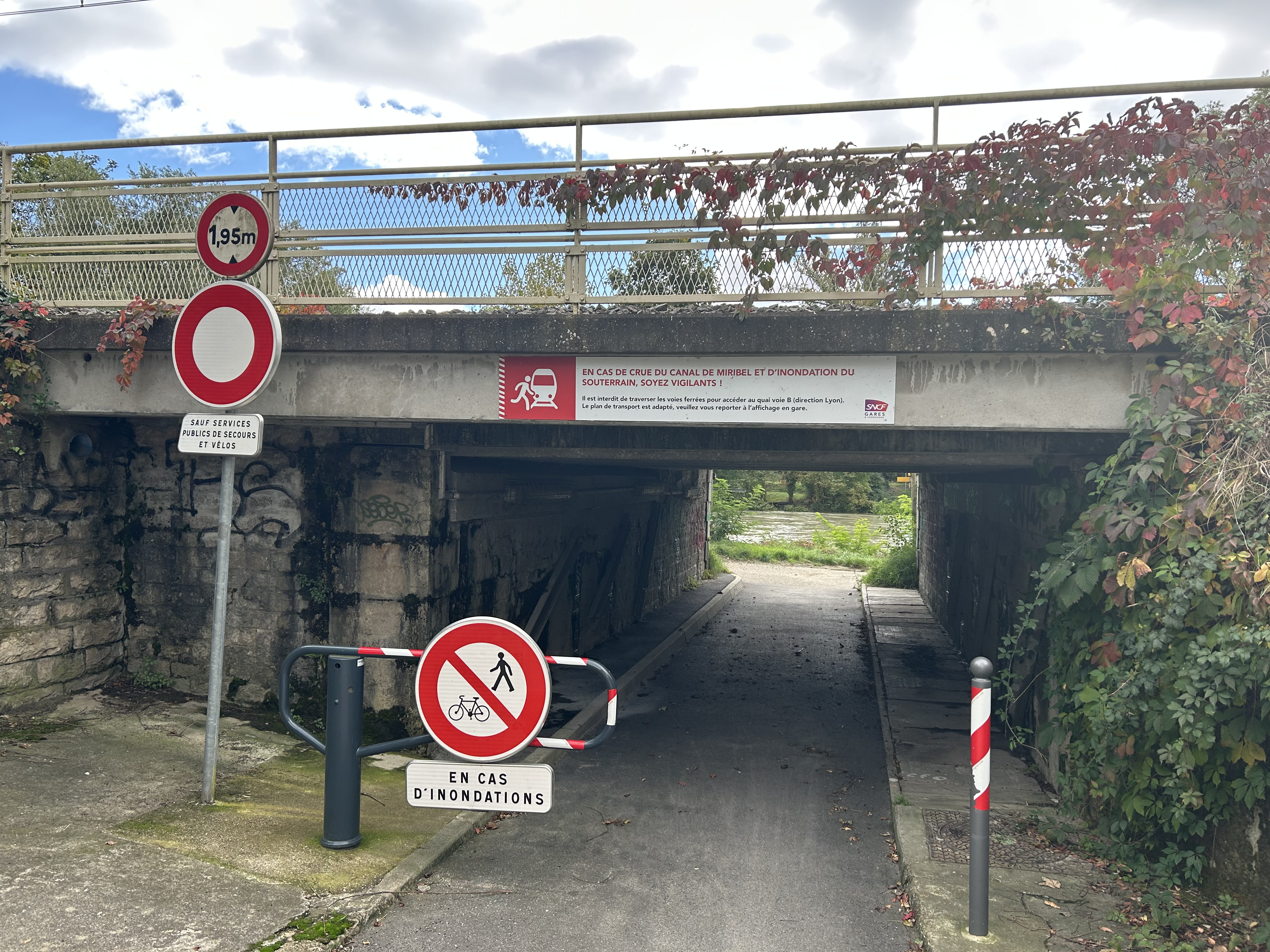
Passage souterrain.
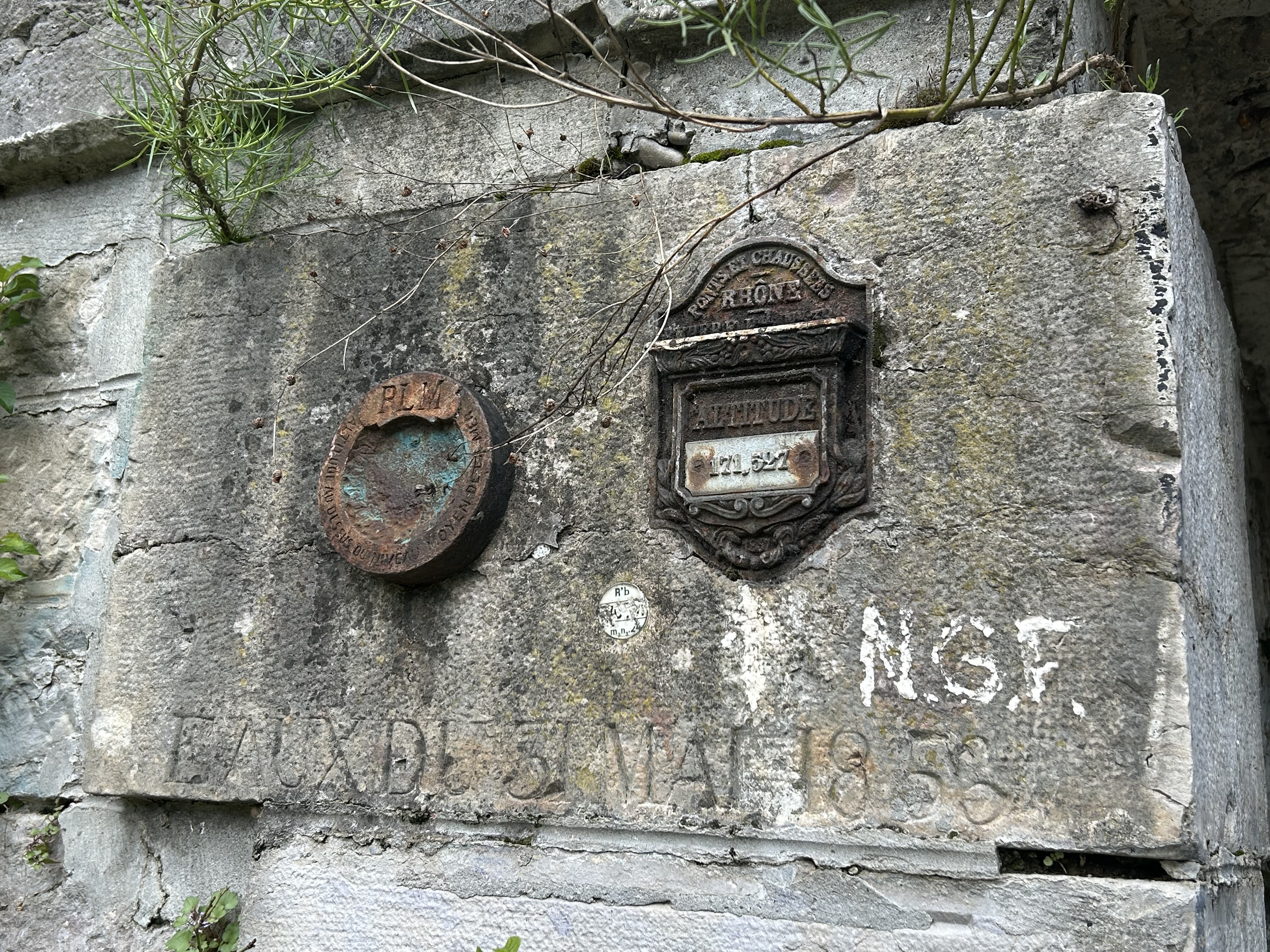
Altitude au niveau du souterrain.

### Desserte
Crépieux-la-Pape est desservie par des trains TER Auvergne-Rhône-Alpes de la ligne 35, circulant entre la gare de Lyon-Part-Dieu et la gare d'Ambérieu-en-Bugey, d'où des correspondances vers les gares de Culoz, de Chambéry - Challes-les-Eaux, de Genève-Cornavin, d'Évian-les-Bains et de Saint-Gervais-les-Bains-Le Fayet sont possibles. Certains trains sont en provenance ou à destination de Saint-Étienne-Châteaucreux.

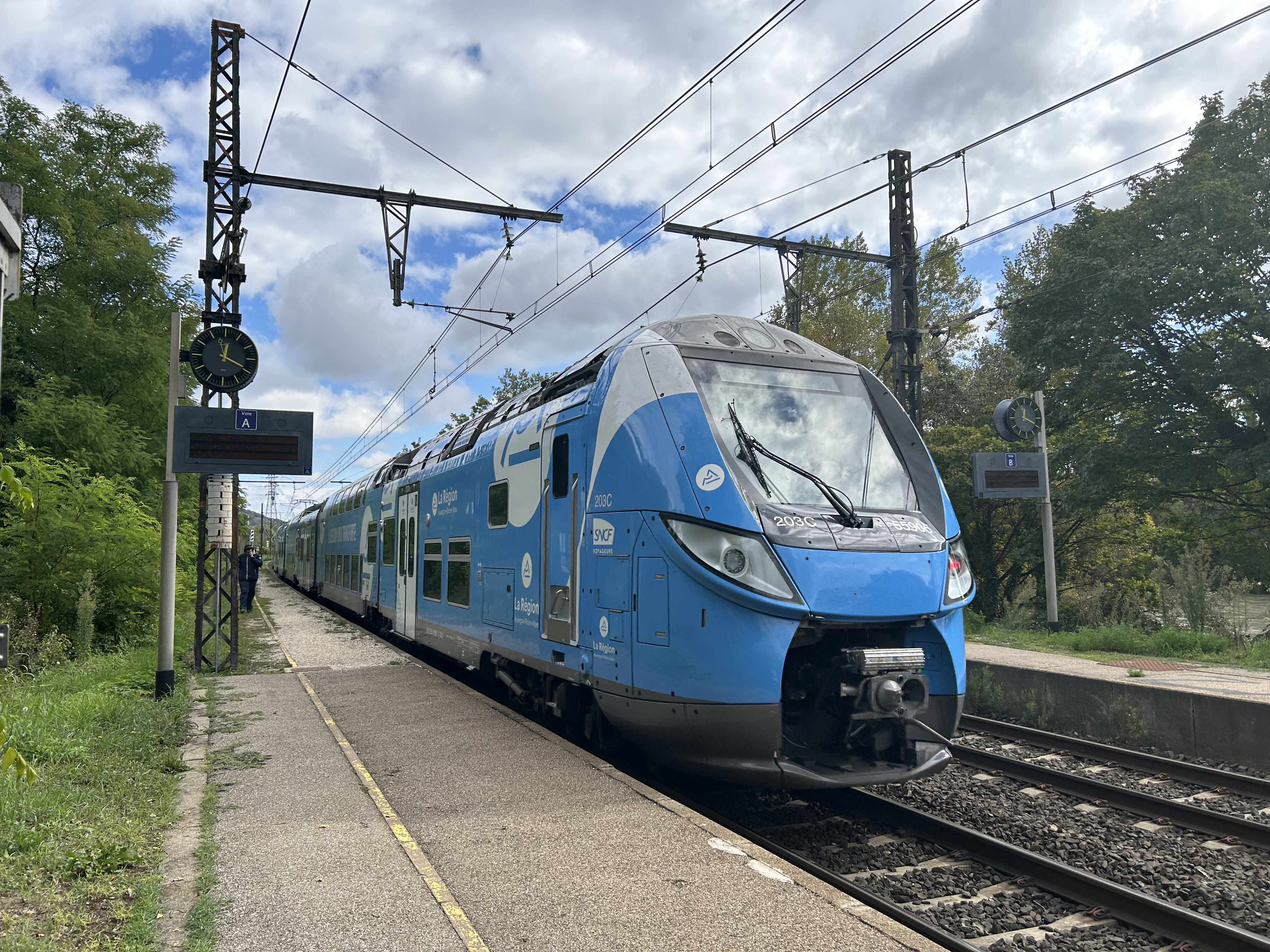
Un train TER à quai.

### Intermodalité
Un parc pour les vélos et un parking pour les véhicules sont aménagés.
Une correspondance est possible avec la ligne de bus Ge1 des Transports en commun lyonnais.

## Patrimoine ferroviaire
Le site de la gare comprenait un bâtiment voyageurs (restauré avant 2006) qui n'était plus utilisé par le point d'arrêt SNCF. Il est détruit en 2023

L'ancien bâtiment voyageurs
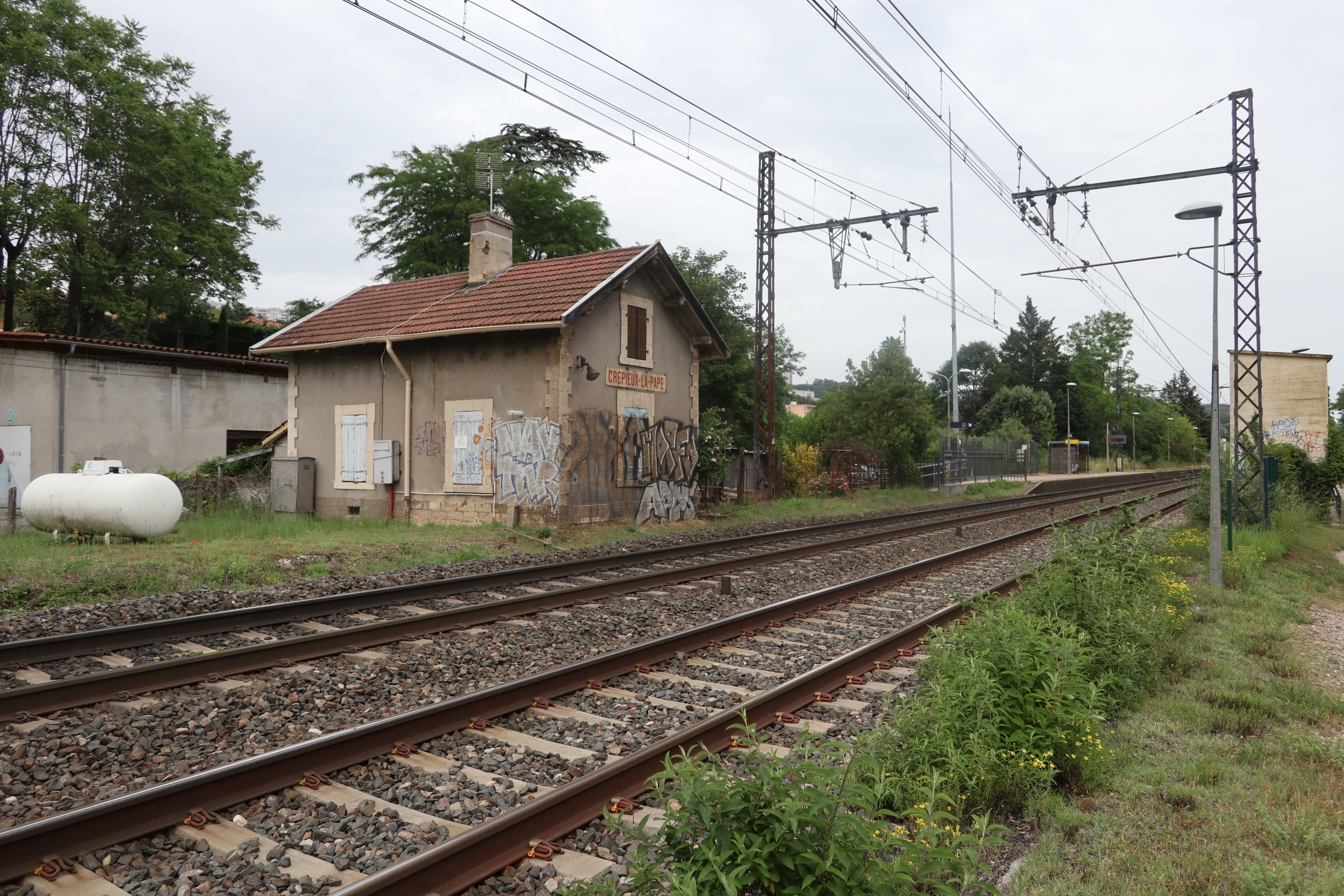
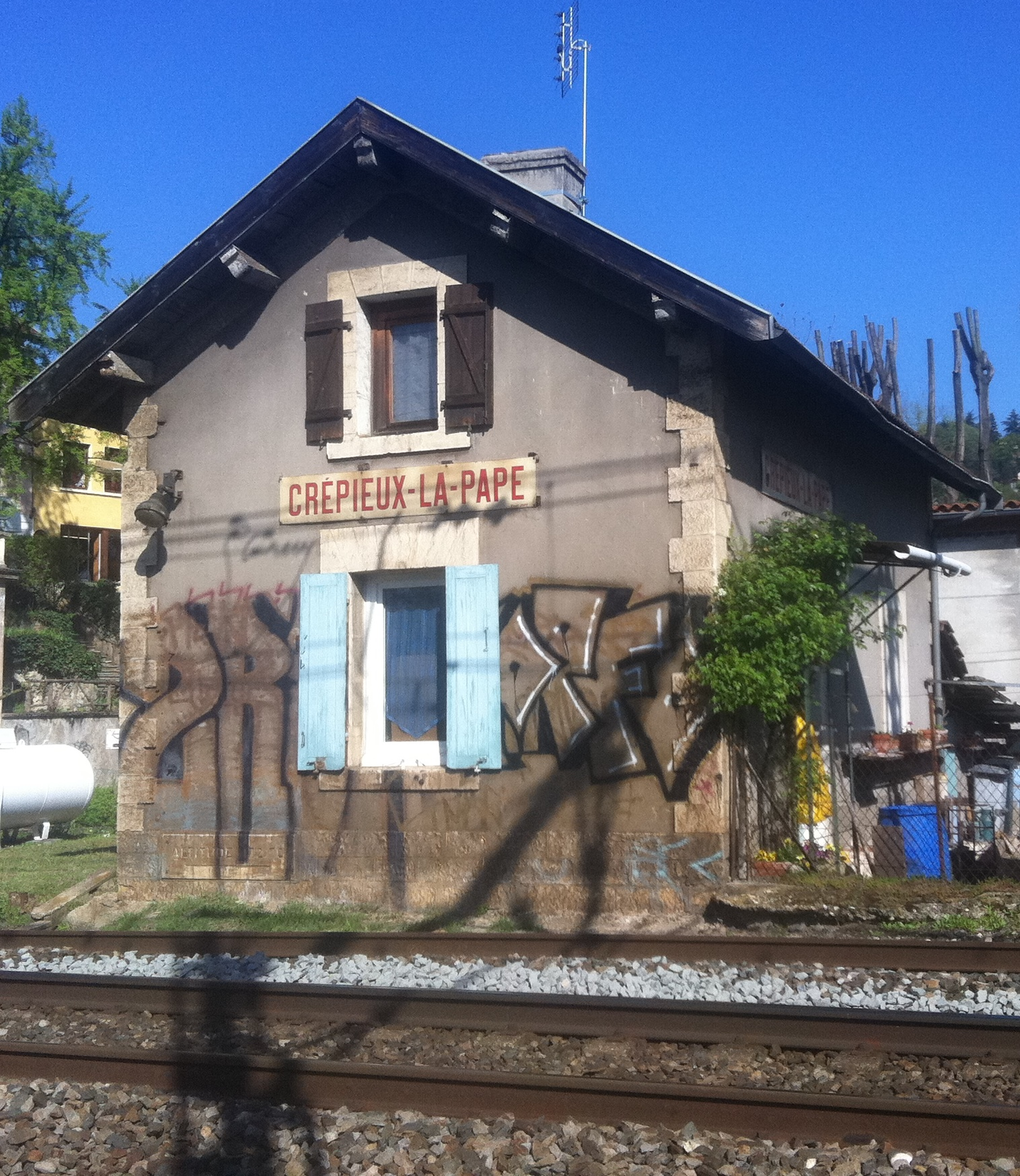
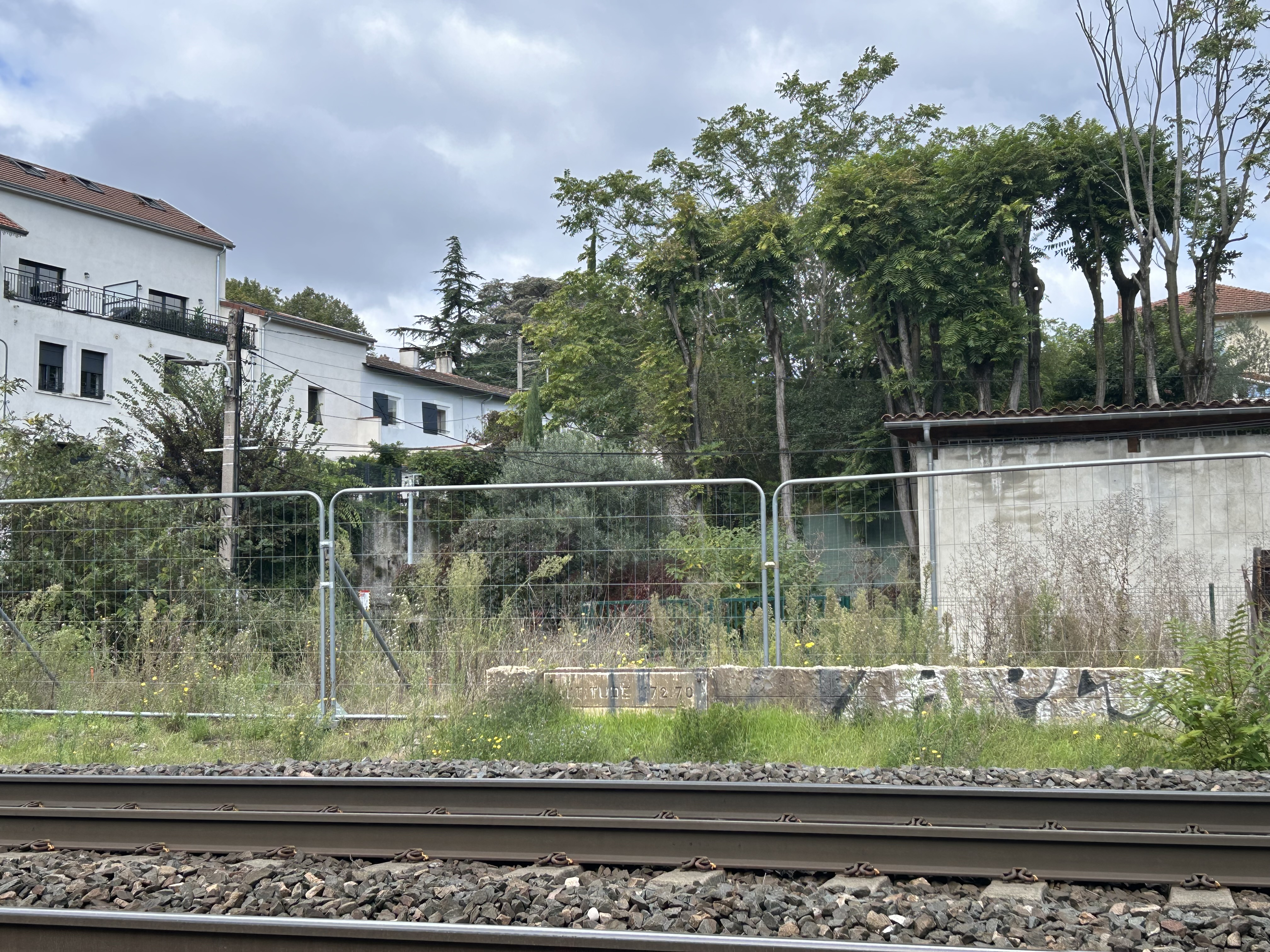
L'ancien emplacement après destruction